# Gemeinderatswahl in St. Pölten 1965
Die Gemeinderatswahl 1965 fand am 4. April 1965 statt und war die vierte Gemeinderatswahl in St. Pölten nach Kriegsende. Die Sozialistische Partei Österreichs gewann stark, konnte erneut die meisten Stimmen auf sich vereinen und die absolute Mehrheit zurückgewinnen.

## Ausgangslage
Bei der Wahl vom 10. April 1960 konnte die SPÖ die trotz starker Verluste die meisten Stimmen auf sich vereinen, die absolute Mehrheit blieb ihnen jedoch verwehrt. Während die KPÖ und die ÖVP leichte Gewinne verzeichnen konnten, erreichte die FPÖ bei ihrem ersten Antritt 4,6 Prozent der Wählerstimmen.
Wilhelm Steingötter trat nach der Wahl zugunsten des Listenführers Rudolf Singer als Bürgermeister zurück. Singer wurde mit den Stimmen der SPÖ und der FPÖ zum Bürgermeister gewählt.

### Wahlwerbende Parteien und Wahlverlauf
Bei den Wahlen traten die vier im Gemeinderat vertretenen Parteien an. Die Sozialistische Partei Österreichs (SPÖ) trat mit Bürgermeister Rudolf Singer als Spitzenkandidat an, die ÖVP trat unter Andreas Buchberger an. Der bisherige Listenführer der KPÖ Franz Käfer verstarb 1962.

## Wahlergebnis
Bei der Wahl vom 4. April 1965 konnte die SPÖ erneut die meisten Stimmen auf sich vereinen und aufgrund der starken Gewinne die absolute Mehrheit zurückerobern. Während die ÖVP leicht Stimmen gewann verloren KPÖ und FPÖ stark, letztere konnte keine Gemeinderatsmandate mehr stellen.
|                    | Ergebnisse 1965 | Ergebnisse 1965 | Ergebnisse 1965 | Ergebnisse 1960 | Ergebnisse 1960 | Ergebnisse 1960 | Differenzen | Differenzen | Differenzen |
| ------------------ | --------------- | --------------- | --------------- | --------------- | --------------- | --------------- | ----------- | ----------- | ----------- |
| Stimmen            | %               | Mand.           | Stimmen         | %               | Mand.           | Stimmen         | %           | Mand.       |             |
| Wahlberechtigte    | 29.852          |                 |                 | 28.783          |                 |                 | + 1.069     |             |             |
| Abgegebene Stimmen | 27.076          | 90,7 %          |                 | 26.572          | 92,3 %          |                 | + 504       | - 1,6 %     |             |
| ungültige Stimmen  | 990             | 3,7 %           |                 | 776             | 2,9 %           |                 | + 214       | + 0,8 %     |             |
| gültige Stimmen    | 26.086          | 96,3 %          |                 | 25.796          | 97,1 %          |                 | + 290       | - 0,8 %     |             |
| Partei             |                 |                 |                 |                 |                 |                 |             |             |             |
| SPÖ                | 13.823          | 53,0 %          | 23              | 12.201          | 47,3 %          | 20              | + 1.622     | + 2,7 %     | + 3         |
| ÖVP                | 9.393           | 36,0 %          | 15              | 9.005           | 34,9 %          | 15              | + 388       | + 1,1 %     | ± 0         |
| KPÖ                | 2.447           | 9,4 %           | 4               | 3.394           | 13,2 %          | 5               | - 947       | - 3,8 %     | - 1         |
| FPÖ                | 423             | 1,6 %           | 0               | 1.196           | 4,6 %           | 2               | - 773       | - 3,0 %     | - 2         |
| Gesamt             | 26.086          | 100,0 %         | 42              | 25.796          | 100,0 %         | 42              | + 290       | ± 0         | ± 0         |

## Auswirkungen
Bei der konstituierenden Gemeinderatssitzung am 23. April 1965 wurde Singer einstimmig zum Bürgermeister gewählt, Vizebürgermeister blieben Engelbert Laimer (SPÖ) und Andres Buchberger (ÖVP). Nach parteiinternen Streitigkeiten wurde Singer 1968 von der SPÖ mit einem fünfjährigen Funktionsverbot bestraft, weshalb er die letzten eineinhalb Jahre seiner Amtszeit nur Bürgermeister ohne SPÖ-Parteifunktionen war.